# Professional Football Club Sochi
Professional Football Club Sochi (em russo:  Профессиональный футбольный клуб Сочи) é um clube de futebol da cidade de Sochi, na Rússia. Atualmente disputa a Russian Premier League.

## História
O time foi fundado em 2018, Seu maior feito até agora é ter sido vice da Premier League Russa em 2021-22.